# Infecciones por Hantavirus
Las infecciones por Hantavirus comprenden principalmente dos cuadros clínicos producidos por varios virus pertenecientes al género Hantavirus: la fiebre hemorrágica con síndrome renal (FHSR), y el síndrome pulmonar por hantavirus (SPHV) . Las «hantavirosis» son enfermedades infecciosas que afectan al ser humano, con un mecanismo de transmisión biológica mediado por roedores. Las IHV son una zoonosis. 
Principalmente se describen dos cuadros clínicos diferentes: 
El SPHV está producido principalmente por el Virus Sin Nombre, pero otros virus también están involucrados. Sin embargo, se han identificado cuatro Hantavirus como responsables de FHHV con síndrome renal: 
1. Virus Hantaan: transmitido por ratones de campo (Apodemus agrarius);
2. Virus Seoul: transmitido por ratas (Rattus rattus y R. norvegicus);
3. Virus Puumala: transmitido por varios roedores silvestres;
4. Virus Dobrava:  transmitido por otras especies de ratones de campo.

Hantavirus spp. son importantes en el ambiente de investigación clínico-científico, pues es común que estos virus se encuentren como contaminantes potenciales de materiales de laboratorio, de las muestras de animales para experimentación (generalmente se dispone de roedores) y sus productos derivados (como anticuerpos monoclonales, cultivos celulares, etc).
Los Hantavirus  son transmitidos a los humanos por rata blanca (Rattus norvegicus) y por ratones silvestres de la familia de los Cricétidos (ratón de cola larga) causa una enfermedad aguda pulmonar o renal con mortalidad que llega al 50 por ciento de los afectados.

## Contagio
La IHV se contrae al respirar aire contaminado con heces, orina o saliva de determinadas especies de ratones silvestres, a través del contacto directo con esos ratones o sus excretas o a través de mordeduras. Hantavirus spp. son muy vulnerables al aire libre y aún más a la luz del sol, expuesto a la cual sobrevive sólo dos horas. Por tanto los lugares cerrados como bodegas, alacenas, galpones, cuevas, casas abandonadas y/o departamentos canecas tapadas, son los sitios más comunes de contagio.

## Manifestaciones clínicas
Los síntomas que presenta esta enfermedad son síntomas muy relacionados con la gripe por lo cual se puede llegar a hacer difícil el reconocimiento de una IHV como tal. Su sintomatología es la siguiente:
Dolores musculares,
Fiebre,
Migraña,
Tos,
Náusea o vómito,
Diarrea,
Dolor abdominal. 
Algunos órganos paran de trabajar.
Dificultad respiratoria.
Esta última, que es causada por la acumulación de fluidos en los pulmones, puede ocasionar paro respiratorio o inhabilidad de respirar.

## Tratamiento
No existe un tratamiento efectivo o cura. El contagio puede ser mortal. Entre un 30% y un 40% de las personas contagiadas muere. Los medicamentos sólo pueden ayudar al cuerpo a que resista el virus.

## Prevención

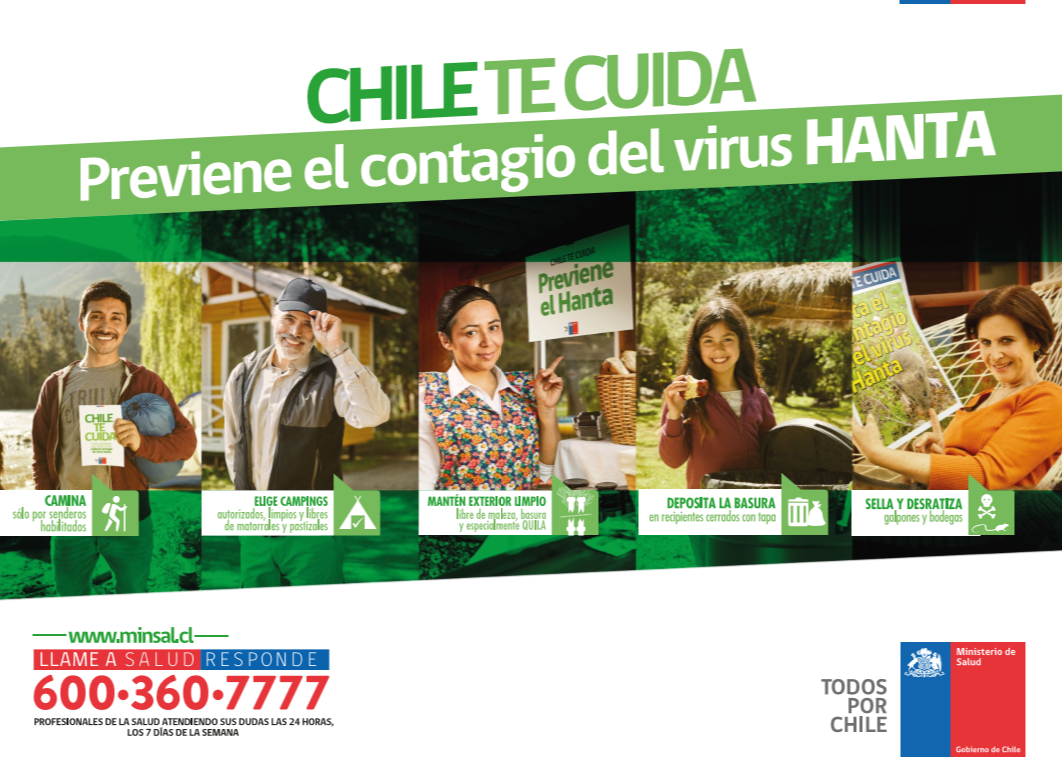
Afiche del Ministerio de Salud de Chile en 2015 con consejos para prevenir el contagio.

La prevención del contagio se logra limpiando frecuentemente y asoleando las casas y bodegas; usando tapabocas cuando se deba ingresar, trabajar o manipular objetos en lugares cerrados u oscuros, destapar cajas o extraer elementos de ellas o de sitios donde han estado almacenados y lavando todo objeto que se adquiera o cuya procedencia se desconozca.  La envoltura típica de los virus Hanta los hace sensibles a la mayoría de los desinfectantes domésticos comunes (Hipoclorito diluido, detergentes, etc.). Por lo que basta la aplicación de uno de estos productos para inactivarlos.

## Investigación

### Río Hanta
El primer virus aislado por investigadores fue en Corea en 1976.  Se le denominó entonces como Virus Hantaan, porque fue a orillas del río Hanta, donde ocurrieron las primeras infecciones conocidas y documentadas. Se han identificado varios tipos más del género Hantavirus como agentes etiológicos de ambas enfermedades, todos los cuales pertenecen a la familia Hantaviridae.

### Transmisión  por ratones
Cada tipo tiene cepas diferentes asociadas a especies distintas de ratones silvestres, entre los cuales están los del género Oligoryzomys (ratones colilargos) especialmente en Argentina y Chile, pero distribuido hasta México; o los del género Oryzomys (ratones de arrozal, ratón de panza blanca) en el suroeste de Estados Unidos. Otros potenciales transmisores en las Américas son los géneros Peromyscus (ratón venado, ratón piesblancos), en el oeste de Estados Unidos; Reithrodontomys (ratón de cosecha), en el sureste de Estados Unidos; Sigmodon (ratón del algodón), en el sur de Estados Unidos, México y Centroamérica; Abrothrix (laucha olivácea), Akodon (ratón campestre), Auliscomys (pericote) Bolomys (ratón oscuro), y Calomys (lauchita andina), en Sudamérica; y  Microryzomys (ratones enanos, ratones arroceros) al norte de Sudamérica.

### Propagación por el mundo
Se piensa que las distintas epidemias históricas de la enfermedad denominada  sudor inglés pudieron ser causadas por hantavirus. Cada año se notifican en el mundo entre 150 a 200 mil casos de fiebre hemorrágica con síndrome renal por virus Hanta, los cuales requieren de hospitalización. Más de la mitad de esos casos son reportados en China, Rusia y Corea. Se han presentado casos en Europa occidental, fundamentalmente en Alemania, Francia, Bélgica, Holanda. En Estados Unidos ha habido 170 casos registrados desde 1933.  En América Latina se han reportado infecciones por virus Hanta en México, Brasil, Bolivia, Argentina, Paraguay, Chile y Perú. En 2006 en Colombia se reportaron posibles fallecimientos por virus Hanta, aunque investigaciones han señalado que se trató de infecciones por Rickettsias.

## Terminología
Es frecuente la confusión entre «Hantavirus» (grupo genérico) con «Virus Hantaan» (una especie viral). Ocurre generalmente, que por un error de traducción, se hace entender al grupo biológico «Hantavirus» como "virus Hanta", cosa que no existe. Lo que si existe, es el "Virus Hantaan" (o HTNV en siglas), uno de los tantos virus ARN agrupados en el género Hantavirus. Es común encontrar este tipo de error en la literatura castellana, muchas veces expresado con inconcordancia de número, considerando "Hantavirus" como un sustantivo singular, o haciendo mención de un "virus Hanta" cuando corresponde la denominación "Hantavirus".